# Бад Бланкенбург
Бад Бланкенбург (њем. Bad Blankenburg) град је у њемачкој савезној држави Тирингија. Једно је од 39 општинских средишта округа Залфелд-Рудолштат. Према процјени из 2010. у граду је живјело 7.235 становника. Посједује регионалну шифру (AGS) 16073005.

## Географски и демографски подаци
Бад Бланкенбург се налази у савезној држави Тирингија у округу Залфелд-Рудолштат. Град се налази на надморској висини од 220 метара. Површина општине износи 35,6 km². У самом граду је, према процјени из 2010. године, живјело 7.235 становника. Просјечна густина становништва износи 203 становника/km².

## Међународна сарадња
| Мјесто | Држава | Врста сарадње | Од    |
| ------ | ------ | ------------- | ----- |
|        | Чешка  | партнерство   | 2005. |
| Извор  |        |               |       |